# 乔丹·埃尔西
佐敦·艾斯（英語：Jordan Elsey，1994年3月2日—），澳大利亞足球運動員，司職中堅，現效力澳洲職業足球聯賽球隊阿德萊德。

## 連結
- worldfootball.net profile （页面存档备份，存于）